# Sébastien Ruchet
Pour les articles homonymes, voir Ruchet.
Sébastien Ruchet, né le 12 janvier 1976, à Aix-en-Provence, est le cofondateur et directeur général de la plate-forme de publication et de lecture de bandes dessinées BayDay . Il a été le président-directeur général et cofondateur de la chaîne de télévision Nolife avec Alex Pilot et gérant de Pocket Shami SARL. Il a également été mandataire des sociétés Groupe aes et Noco.
Informaticien de formation, c'est aussi un fan d'animation japonaise ayant collaboré avec le magazine AnimeLand et activement participé à de nombreuses conventions depuis le début des années 1990. Il maîtrise le japonais.
Il est connu par les fans de sentai sous le nom de Antoine Deschaumes alias Red Fromage dans France Five.

## Cursus
- Journaliste au fanzine et magazine Animeland au cours des années 1990.
- Court passage à l'ESIEE de 1994 à 1995.
- ESIEA de 1995 à 2001.
- Cofondateur et président-directeur général de la chaîne de télévision Nolife de 2007 à 2018.
- Cofondateur en novembre 2013 de la société noco qui gère la plateforme de diffusion de vidéos en ligne noco.tv.
- Directeur Général en 2019 de BayDay, la plateforme de publication et de lecture de bande dessinée numérique pro-auteur ouverte à tous, cofondée par Thomas Astruc [5].

## BayDay
BayDay  est une plateforme qui permet à n'importe qui de publier sa bande dessinée en ligne. Auteur confirmé ou débutant, chacun peut présenter sa production au public. La particularité de la démarche, c'est que l'auteur peut choisir de monétiser sa bande dessinée comme il l'entend : premier chapitre gratuit et le reste payant, tout gratuit, tout payant... C'est l'auteur et non la plateforme qui décide de la commercialisation de son œuvre. BayDay propose une quinzaine de contrats possibles s'adaptant à un maximum de situations. Pour les établir, l'équipe a collaboré avec le SNAC, syndicat des auteurs de Bande Dessinée .
BayDay ferme ses portes en avril 2021.